# Nuredin Yagubi
Nuredin Yagubi –en árabe, نور الدين اليعقوبي– (nacido el 8 de enero de 1974) es un deportista argelino que compitió en judo. Ganó una medalla en los Juegos Panafricanos de 1999, y siete medallas en el Campeonato Africano de Judo entre los años 1997 y 2009.

## Palmarés internacional
| Juegos Panafricanos | Juegos Panafricanos       | Juegos Panafricanos | Juegos Panafricanos |
| Año                 | Lugar                     | Medalla             | Categoría           |
| ------------------- | ------------------------- | ------------------- | ------------------- |
| 1999                | Johannesburgo (Sudáfrica) | Medalla de bronce   | –73 kg              |
| Campeonato Africano |                           |                     |                     |
| Año                 | Lugar                     | Medalla             | Categoría           |
| 1997                | Casablanca (Marruecos)    | Medalla de oro      | –71 kg              |
| 1998                | Dakar (Senegal)           | Medalla de bronce   | –73 kg              |
| 2000                | Argel (Argelia)           | Medalla de oro      | –73 kg              |
| 2001                | Trípoli (Libia)           | Medalla de oro      | –73 kg              |
| 2002                | El Cairo (Egipto)         | Medalla de plata    | –73 kg              |
| 2004                | Túnez (Túnez)             | Medalla de plata    | –73 kg              |
| 2009                | Puerto Louis (Mauricio)   | Medalla de bronce   | –73 kg              |